# Pluralizam (filozofija)
Pluralizam je ontološki pravac koji pretpostavlja više načela, osnova ili supstancija. Tako, npr. Empedoklo uči da se sve sastoji od četiriju elemenata: vode, vatre, zraka i zemlje.